# 东河乡 (澜沧县)
东河乡，是中华人民共和国云南省普洱市澜沧拉祜族自治县下辖的一个乡镇级行政单位。

## 行政区划
东河乡下辖以下地区：
邦敢村、河边村、大拉巴村、南岱村、东河村、扎布村和硝塘村。